# Linda Kiều
Linda Kiều là một nhân vật biếm họa được sáng tạo bởi họa sĩ Nguyễn Tài cùng nhà văn Lê Văn Nghĩa, xuất hiện lần đầu trên báo Tuổi Trẻ Cười vào cuối thập niên 1990 và từng được đưa lên sân khấu kịch cũng như xuất hiện tại những sự kiện khác nhau sau đó.

## Lịch sử
Theo suy luận từ các nguồn, Linda Kiều ra đời vào năm 1996. Trong khoảng thời gian này, Nguyễn Hữu Tài (bút danh Nguyễn Tài) đã được giao nhiệm vụ vẽ Hai Nhái làm nhân vật định kỳ trong các số của báo, theo đó nhân vật sẽ mang dáng dấp bộ ba nhân vật châm biếm Bang Bạnh - Xã Xệ - Lý Toét nhưng chứa tinh thần mộc mạc của người nông dân Nam Bộ. Ngoài Hai Nhái, cả Nguyễn Tài cùng nhà văn Lê Văn Nghĩa cũng cho ra đời Linda Kiều. Ban đầu, Linda Kiều và Hai Nhái chỉ có màu đen trắng nhưng sau đó được in dưới dạng tranh màu. Sau khi ra mắt một thời gian, Hai Nhái đã sớm bị cho "chết yểu" và chỉ còn tập trung vào vẽ Linda Kiều vì sự yêu thích của độc giả với nhân vật. Trong các số về sau, Linda Kiều chủ yếu do Nguyễn Tài phụ trách đảm nhận.
Trong những năm cuối đời, dù đã định cư sang Mỹ cùng gia đình cộng thêm tuổi cao sức yếu, thế nhưng họa sĩ Nguyễn Tài vẫn duy trì chuyên mục của nhân vật này. Sau khi ông ngừng vẽ, các tiểu phẩm biếm họa có sự xuất hiện của Linda Kiều tiếp tục được thực hiện bởi một số họa sĩ khác nhau làm việc ở tòa báo.

## Mô tả
Linda Kiều được khắc họa như một hình tượng điển hình đại diện cho "bộ phận giới trẻ chạy theo những giá trị ảo trong cuộc sống". Cô được miêu tả như là cô gái thời trang, sành điệu và thực dụng, có tính ngây ngô, thích ham vui. Linda Kiều sở hữu đôi mắt bồ câu "ngây thơ", đôi môi "chúm chím", một đôi chân dài cùng số đo ba vòng "tuyệt vời". Và vì vậy, cô chuyên dùng sắc đẹp của mình để "dụ" mấy đại gia "hảo ngọt".
Trong một bài viết "tự truyện" của Linda Kiều, do Lê Văn Nghĩa ghi lại và đăng trên tờ Tuổi Trẻ Cười số 320 ngày 15 tháng 11 năm 2006, nhân vật được tiết lộ xuất thân trong một gia đình có ba mẹ giàu có và nhiều quyền chức; tuy nhiên, người ba chung sống cùng mẹ cô chỉ là "ba hờ": ba ruột của cô thực chất là một nhân vật quyền quý tại địa phương, và cô là sản phẩm của việc lén lút qua lại giữa mẹ cô và người đàn ông đã có gia đình này để giúp chồng được cân nhắc thăng chức.

## Ảnh hưởng
Loạt truyện tranh Linda Kiều đã được xem như là truyện tranh biếm họa nhiều kỳ thành công nhất ở Việt Nam. Hình tượng nhân vật Linda Kiều do Nguyễn Hữu Tài khắc họa cũng gây nên ấn tượng mạnh và sâu rộng trong độc giả của báo, đồng thời gắn liền với tên tuổi của nam họa sĩ. Bài viết "Linda Kiều tự truyện" nói về nhân vật sau khi đăng tải đã tạo nên một làn sóng dư luận và được photocopy ra thành triệu bản, với mỗi bản có giá 100 đồng. Thậm chí, một số người hâm mộ nhân vật còn dán những bài copy này lên các cột đèn, bức tường bên cạnh quảng cáo trị yếu sinh lý, hút hầm cầu, v.v..

## Trong văn hóa đại chúng
H'Hen Niê
Linda Kiều đã được đưa lên sân khấu kịch và các sự kiện quan trọng khác nhau. Tại Lễ trao giải Cù Nèo Vàng 2012 tổ chức bởi báo Tuổi Trẻ Cười, hai nhân vật Linda Kiều và Hai Cù Nèo, do Lê Văn Nghĩa sáng tác, đã xuất hiện trong một tiết mục trên sân khấu, lần lượt do Hạnh Thúy và Anh Vũ đảm nhận. Trước đó, Hạnh Thúy từng nhiều lần hóa thân thành Linda Kiều ở tiểu phẩm hài cùng tên và có được sự đón nhận tích cực từ khán giả, từ đó khiến nữ nghệ sĩ có thêm một biệt danh mới "Linda". Trong sự kiện "Ngày hội 30 năm Tuổi Trẻ Cười" diễn ra vào ngày 4 tháng 1 năm 2014 tại Thảo Cầm Viên Sài Gòn, cặp vợ chồng Thanh Thúy – Đức Thịnh đã đóng vai Linda Kiều cùng Hai Cù Nèo và làm MC cho chương trình. Cũng tại giải Cù Nèo Vàng năm 2014 tổ chức năm 2015, hai nghệ sĩ Thanh Giang và Đào Duy hóa thân thành Linda Kiều và Hai Cù Nèo kiêm cả dẫn chương trình.
Vào năm 2008, trong khuôn khổ chương trình văn hóa Thành phố Hồ Chí Minh, Sở văn hóa thành phố đã hợp tác cùng hãng phim Nguyễn Đình Chiểu để sản xuất một bộ phim tài liệu về Linda Kiều, trong đó tường thuật lại chi tiết quá trình ra đời và phổ biến của nhân vật đặt trong bối cảnh xã hội đương thời. Phim được khởi quay từ tháng 3 năm 2008 và chiếu trên kênh HTV9 ngày 2 tháng 4 cùng năm, do Nguyễn Mộng Long đạo diễn.